# Йохан Отто фон Спрекельсен
Йохан Отто фон Спрекельсен (4 травня 1929, Віборг — 15 березня 1987, Херсхольм) — данський архітектор і професор університету. Він здобув популярність завдяки будівництву Великої арки Дефанс, яка надала нового значення діловому району Ла-Дефанс на захід від Парижа на його «історичній осі».

## Біографія

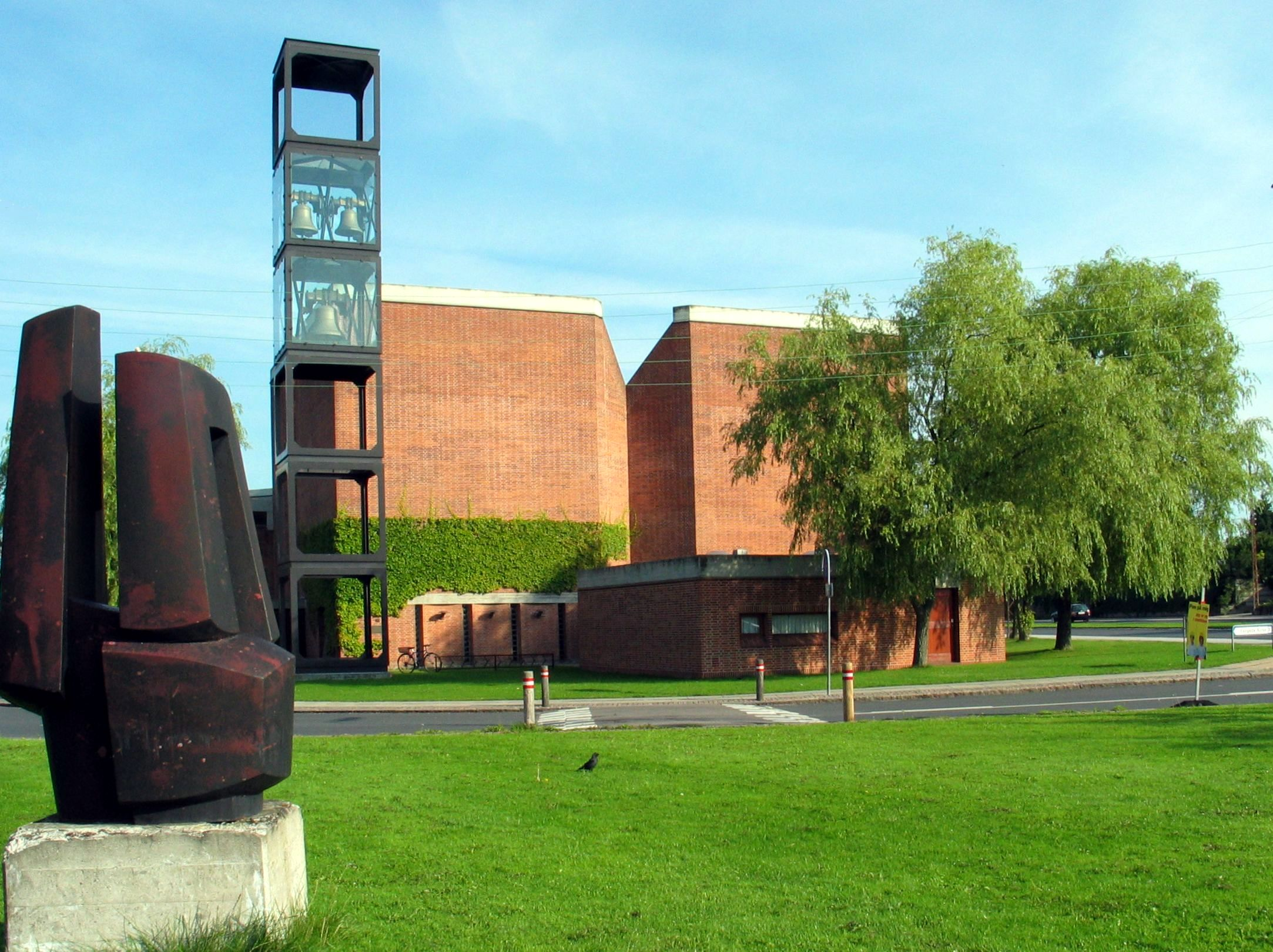
Церква Вангеде поблизу Копенгагена

Йохан Отто фон Спрекельсен народився у Віборгу (Данія) як син редактора книжок та краєзнавця Отто фон Спрекельсена та його дружини Марії Антоні, уродженої фон Таборскі. Мати була корінною угоркою. Сім'я була католицькою. Прізвище Спрекельсен походить з регіону Дітмаршен.
1953 року Йохан Отто фон Спрекельсен закінчив Королівську академію образотворчих мистецтв у Копенгагені, а 1958 року він заснував власне архітектурне бюро.
Він був представником ЮНЕСКО в Технічному університеті Близького Сходу, скорочено METU, в Анкарі (1960—1962), був почесним професором Університету Огайо (з 1963) і нарешті 1978 року повернувся в Художню академію в Копенгаген, де обійняв посаду професора. де він працював на тему архітектури відповідав.
Спрекельсен інтенсивно займався вивченням церковних будівель та мечетей, а також історичним дослідженням робіт Ле Корбюзьє, Френка Ллойда Райта, Альвара Аалто та інших архітекторів XX століття.
[[Datei:La_Grande_Arche_(2).JPG|праворуч|міні|250x250пкс| Велика арка Дефанс, Париж]]
Над реалізацією Великої арки він працював разом з французьким архітектором Полем Андре. Йохан Отто фон Спрекельсен помер 1987 року, у віці 57 років, за два роки до завершення Великої Арки. Після смерті Спрекельсена Поль Андре завершив будівництво.

## Проекти
- 1958: Приватна резиденція та офіс у місті Херсхольм, Данія
- 1960: Церква св. Миколая (католицька), м. Гідовре, Копенгаген, Данія
- 1969: Церква св. Миколая (католицька), Есб'єрг, Данія
- 1974: Церква Вангеде (Данська Народна Церква), Копенгаген, Данія
- 1982: Церква Ставншольт (Данська Народна Церква), Фарум, Копенгаген, Данія
- 1989: Велика арка Дефанс, Париж, Франція

## Конкурси
- 1967: Перша премія в конкурсі для нових міст Фонду мистецтв данської держави, Statens Kunstfond, Копенгаген, Данія (1964)
- 1971: ПЕрша премія скандинавського конкурсу для нового міста в Крістіанстаді, Швеція
- 1973: Перша премія за нову церкву в Орхусі, Данія
- 1977: Перша премія за нову церкву Фарум у Копенгагені, Данія
- 1983: Переможець міжнародного конкурсу на будівництво Великої арки в передмісті Дефанс поблизу Парижа, Франція

## Інші проєкти і нагороди
- 1968: Дизайн житла в Мосгорді поблизу Орхуса, Данія
- 1968: Проект житла в Рійскові, поблизу Орхуса, Данія
- 1969: Стадіон для Сольб'єрг Странд поблизу Копенгагена
- 1969: Проект житлового будівництва в Гладсаксе, Копенгаген
- 1970: Планетарій у Копенгагені, Данія
- 1972: Будівля парламенту в Стокгольмі, Швеція
- 1975: Церква в Холте, Данія

## Джерело
- Sys Hartmann (Ed.): Weilbachs Kunstnerleksikon, (Weilbachs Künstlerlexikon), Kopenhagen 1994 (dänisch)